# 大大與太太
《大大與太太》，是一部描寫陳麗秀師姊及陳忠富先生的真實人生電視劇，由小嫻、曾少宗、霍正奇主演，於2015年2月21日在大愛電視台20:00首播。中天娛樂台於2015年2月21日21:00播出。

## 故事大綱
曾經，我每天跟你拚輸贏，誰也不怕誰，那時得理哪知要饒了人，理多情變薄，而今，學會誰比誰更愛誰，情義更深濃。

## 播出時間
以下時間以當地時間（台灣時間）為準

### 首播
| 片名       | 頻道       | 播放日期      | 播放時間                  |
| ---------- | ---------- | ------------- | ------------------------- |
| 大大與太太 | 大愛電視台 | 2015年2月21日 | 20:00-20:49播出（無廣告） |
| 大大與太太 | 大愛海外台 | 2015年2月21日 | 20:00-21:00播出（含廣告） |
| 大大與太太 | 中天娛樂台 | 2015年2月21日 | 21:00-22:00播出（含廣告） |

### 重播
| 片名       | 頻道       | 播放日期      | 播放時間                  |
| ---------- | ---------- | ------------- | ------------------------- |
| 大大與太太 | 大愛電視台 | 2015年2月21日 | 23:30-00:19播出（無廣告） |
| 大大與太太 | 大愛電視台 | 2015年2月21日 | 03:00-03:49播出（無廣告） |
| 大大與太太 | 大愛電視台 | 2015年2月21日 | 16:00-16:49播出（無廣告） |
| 大大與太太 | 大愛海外台 | 2015年2月21日 | 02:00-03:00播出（含廣告） |
| 大大與太太 | 大愛海外台 | 2015年2月21日 | 09:00-09:49播出（無廣告） |
| 大大與太太 | 大愛海外台 | 2015年2月21日 | 11:00-12:00播出（含廣告） |
| 大大與太太 | 中天娛樂台 | 2015年2月21日 | 11:00-12:00播出（含廣告） |

### 大愛會客室

#### 首播
| 片名       | 頻道       | 播放日期      | 播放時間        |
| ---------- | ---------- | ------------- | --------------- |
| 大愛會客室 | 大愛海外台 | 2015年1月18日 | 21:00-21:11播出 |
| 大愛會客室 | 大愛電視台 | 2015年1月18日 | 00:19-00:30播出 |
| 大愛會客室 | 大愛海外台 | 2015年1月18日 | 09:49-10:00播出 |

## 演員陣容

### 主要角色
| 演員   | 角色   | 介紹 | 登場  |
| 小 嫻  | 陳麗秀 | 善良大方、樂觀開朗、笑臉常開、有話直說，身上有親切溫柔的氣息，容易與人打成一片，真情至性的性格讓人不知不覺地與她交心。而且擇善固執，一旦決定的事情就不輕易改變，充滿行動力，說到做到。   | 10-40 |
| 紀欣伶 | 陳麗秀 | 少年的麗秀 | 1-10  |
| 曾少宗 | 陳忠富 | 聰穎幽默、正派挺拔，反應靈敏、風趣幽默。是同儕裡的意見領袖，條理分明有正義感，也對自己的堅持有所執著，吃軟不吃硬，不盲目遵從別人的命令，所有道理都要他經過自己的思索領略，忠富才會接收。 | 10-40 |
| 陳文政 | 陳忠富 | 少年的忠富 | 1-10  |

### 其他角色
| 演員             | 角色         | 介紹 | 登場 |
| 霍正奇           | 陳長富       | 麗秀的父親，個性耿直、稟性純善，雖然不善言詞，缺乏與子女的表達溝通，其實心中對子女有著深深的關懷慈愛。年輕時不懂得處理自己的情緒，會將在外工作受挫的負面情緒帶回家中，讓子女們難以親近，而後，子女慢慢長大懂事，懂得去設身處地為父親著想，才漸漸明白如何去接近這個笨拙的父親，而長福這時學會了跟子女溝通，家庭關係於是修好。 |      |
| 僅 雯            | 林 色        | 麗秀的母親，善解包容，體貼溫柔，是任勞任怨的傳統婦女，面對現實的逆境會勇於發揮生命的韌性，支持丈夫、成為丈夫的心理支柱，也扮演著子女與父親間的溝通橋樑，教育子女，讓孩子們明白父親的苦處。 |      |
| 張棋惠           | 陳麗雲       | 麗秀的二姊，活潑外向、較為任性自我，但本性是單純樂觀的，麗雲年輕時是較為注重物質，比起麗秀，麗雲也較為叛逆好玩，對母親偏愛乖巧聽話麗秀，麗雲儘管不說帶其實心中是有些落寞的。 |      |
| 艾莉兒 （A'N'D） | 陳麗雲       | 少年麗雲 |      |
|                  | 陳 藤        | 忠富的父親，有著傳統大男人主義，對家人頗有嚴肅、對外人一派和善，具有地方士紳的氣質、有著慷慨助人的風範，主掌家中經濟大權經營藥局，對貧苦之人會主動減免藥錢，行俠仗義。但對自己的妻子，陳藤儘管少了溫柔體貼，但對於妻子無聲的付出，陳藤心中有著無限的感動與感激。                                                             |      |
| 柯素雲           | 鄭 涼        | |      |
| 李富群           | 麗秀小弟     | | 1    |
| 陳明慧           | 麗秀小妹     | | 1    |
| 江苡瑄           | 麗秀小妹     | | 1    |
| 凌龍             | 麗秀二哥     | | 1    |
| 陳思蓉           | 雜貨店老闆娘 | | 1    |
| 鐘天             | 麗秀叔叔     | | 4    |
| 柯宇熙           | 阿雄         | 少年阿雄 |      |
| 陳文彥           | 阿雄         | 童年阿雄 | 4    |
| 鄒守宏           | 阿義         | 少年阿義 |      |
| 劉羽謙           | 阿義         | 童年阿義 | 4    |
| 簡建安           | 壯壯         | 少年壯壯 |      |
| 張顧騰           | 壯壯         | 童年壯壯 |      |
| 廖梨伶           | 工廠領班     | |      |
| 乙樂             | 小娟         | 少年小娟 |      |
| 賴思霓           | 小娟         | 童年小娟，麗秀的工廠同事 |      |
| 周婷婷           | 阿華姐       | 麗秀的工廠同事 |      |
| 李虹秀           | 阿琴姨       | 麗秀的工廠同事 |      |
| 吳珮琪           | 陳佳玲       | 童年佳玲 | 25   |
| 張翎翎           | 陳佳玲       | 少年佳玲 | 25   |
| 林宥安           | 陳泓燐       | 童年泓燐 | 25   |
| 吳岱凌           | 妹仔         | 麗雲的小孩 | 25   |
| 王秀一           | 洪太太       | 窮人的家 | 34   |
| 吳明芬           |              | |      |

### 客串演出
| 演員   | 角色   | 介紹 | 登場 |
| 鄭平君 |        |      |      |
| 何曼寧 | 醫師娘 |      |      |

## 大愛會客室名單
| 集數   | 日期          | 來賓                                    |
| 第1集  | 2015年2月21日 | 龐宜安、甯宜文、曾少宗、小嫻            |
| 第2集  | 2015年2月22日 | 錦雯、霍正奇                            |
| 第3集  | 2015年2月23日 | 陳忠富、洪都拉斯                        |
| 第4集  | 2015年2月24日 | 陳麗秀、陳麗雲                          |
| 第5集  | 2015年2月25日 | 霍正奇、紀欣伶、陳麗秀                  |
| 第6集  | 2015年2月26日 | 紀欣伶、艾莉兒（A'N'D）、陳麗秀、甯宜文 |
| 第7集  | 2015年2月27日 | 陳麗秀、陳忠富、甯宜文                  |
| 第8集  | 2015年2月28日 | 洪都拉斯、陳忠富、柯素雲                |
| 第9集  | 2015年3月1日  | 錦雯、陳麗秀、陳麗雲                    |
| 第10集 | 2015年3月2日  | 陳麗秀、陳忠富、甯宜文                  |
| 第11集 | 2015年3月3日  | 小嫻、陳麗秀、陳忠富                    |
| 第12集 | 2015年3月4日  | 小嫻、陳麗秀、曾少宗                    |
| 第13集 | 2015年3月5日  | 錦雯、陳麗秀、陳忠富                    |
| 第14集 | 2015年3月6日  | 小嫻、曾少宗、陳忠富                    |
| 第15集 | 2015年3月7日  | 小嫻、陳麗秀                            |
| 第16集 | 2015年3月8日  | 小嫻、霍正奇、陳麗秀                    |
| 第17集 | 2015年3月9日  | 小嫻、陳麗秀、陳忠富                    |
| 第18集 | 2015年3月10日 | 小嫻、曾少宗、陳麗秀                    |
| 第19集 | 2015年3月11日 | 曾少宗、陳麗秀、陳忠富                  |
| 第20集 | 2015年3月12日 | 陳麗秀、小嫻                            |
| 第21集 | 2015年3月13日 | 小嫻、曾少宗、柯素雲                    |
| 第22集 | 2015年3月14日 | 小嫻、曾少宗                            |
| 第23集 | 2015年3月15日 | 張棋惠、陳麗秀、陳麗雲                  |
| 第24集 | 2015年3月16日 | 張棋惠、陳麗秀、陳麗雲                  |
| 第25集 | 2015年3月17日 | 曾少宗、陳麗秀                          |
| 第26集 | 2015年3月18日 | 小嫻、陳麗秀、陳忠富                    |
| 第27集 | 2015年3月19日 | 曾少宗、陳麗秀、陳忠富                  |
| 第28集 | 2015年3月20日 | 小嫻、陳麗秀、曾少宗                    |
| 第29集 | 2015年3月21日 | 小嫻、陳麗秀、陳忠富                    |
| 第30集 | 2015年3月22日 | 陳忠富、陳麗秀、陳麗雲                  |
| 第31集 | 2015年3月23日 | 錦雯、陳麗秀、陳麗雲                    |
| 第32集 | 2015年3月24日 | 小嫻、陳麗秀、陳佳伶                    |
| 第33集 | 2015年3月25日 | 陳麗秀、陳忠富                          |
| 第34集 | 2015年3月26日 | 張棋惠、陳麗雲                          |
| 第35集 | 2015年3月27日 | 曾少宗、洪都拉斯、陳忠富                |
| 第36集 | 2015年3月28日 | 陳麗秀、陳忠富                          |
| 第37集 | 2015年3月29日 | 曾少宗、陳麗秀、陳忠富                  |
| 第38集 | 2015年3月30日 | 陳麗秀、陳忠富                          |
| 第39集 | 2015年3月31日 | 陳佳伶、陳麗秀、陳忠富                  |
| 第40集 | 2015年4月1日  | 陳麗秀、陳忠富                          |

## 電視劇歌曲
| 曲別   | 歌名       | 演唱者 | 作詞   | 作曲   | 編曲   | 製作人 | 合聲                       |
| 片頭曲 | 缺角的茶甌 | 荒山亮 | 吳嘉祥 | 吳嘉祥 | 吳嘉祥 | 吳嘉祥 | 謝文德                     |
| 片尾曲 | 永遠第一名 | 錦雯   | 十方   | 季海山 | 戴維雄 | 曹俊鴻 | 錦雯、巫雨白小提琴：楊欣瑜 |

## 製作團隊
- 監製：
- 總策劃：
- 製作人：甯宜文
- 導演：
- 編審：
- 製作行政：
- 助理編審：
- 顧問：陳忠富、陳麗秀
- 編劇：
- 製作公司：豐禾多媒體傳播有限公司

## 電視節目的變遷
- 大愛劇場的Facebook專頁

| 大愛電視台 週一至週日 20:00-20:49         | 大愛電視台 週一至週日 20:00-20:49          | 大愛電視台 週一至週日 20:00-20:49 |
| ----------------------------------------- | ------------------------------------------ | --------------------------------- |
|                                           | 大大與太太 （2015年2月21日－2015年4月1日） |                                   |
| 明日天晴 （2015年1月12日－2015年2月20日） | 最美的雲彩 （2015年4月2日－2015年5月11日） |                                   |

| 中天娛樂台 週一至週日 21:00-22:00         | 中天娛樂台 週一至週日 21:00-22:00          | 中天娛樂台 週一至週日 21:00-22:00 |
| ----------------------------------------- | ------------------------------------------ | --------------------------------- |
|                                           | 大大與太太 （2015年2月21日－2015年4月1日） |                                   |
| 明日天晴 （2015年1月12日－2015年2月20日） | 最美的雲彩 （2015年4月2日－2015年5月11日） |                                   |

| 大愛電視台二台 大愛好戲成雙 周一至周日 18:00~19:30節目 | 大愛電視台二台 大愛好戲成雙 周一至周日 18:00~19:30節目                 | 大愛電視台二台 大愛好戲成雙 周一至周日 18:00~19:30節目 |
| ------------------------------------------------------ | ---------------------------------------------------------------------- | ------------------------------------------------------ |
|                                                        | 大大與太太 2017年6月14日－2017年7月3日                                 |                                                        |
| 月娘 2017年5月25日－2017年6月13日                      | 望你早歸 2017年7月4日－2017年7月23日 雨露 2017年7月24日－2017年8月12日 |                                                        |